# لويز أنطونيو دي أسيس برازيل
لويز أنطونيو دي أسيس برازيل (بالإنجليزية: Luiz Antonio de Assis Brasil)‏ (1945، بورتو أليغري في البرازيل)؛ كاتب، محامي وروائي برازيلي.

## روابط خارجية
- لويز أنطونيو دي أسيس برازيل على موقع IMDb (الإنجليزية)